# Ханевольд, Халвар
Ха́лвар Ха́невольд (норв. Halvard Hanevold; 3 декабря 1969, Аскер, Акерсхус — 3 сентября 2019[…], Аскер, Акерсхус) — норвежский биатлонист, трёхкратный олимпийский чемпион, пятикратный чемпион мира.

## Биография
Ханевольд проживал в городе Тронхейм, где защищал цвета местного клуба.
Начал заниматься биатлоном в 15 лет и дебютировал в профессиональном спорте в сезоне 1991/92. В первые годы карьеры высокими результатами не отличался. В 1995 году в Италии впервые стал чемпионом мира в командной гонке в составе сборной Норвегии. Лишь после сезона 1994/95 Ханевольд начал регулярно проходить в состав сборной Норвегии на крупных соревнованиях. По итогам этого сезона он вошёл в число двадцати лучших биатлонистов мира. 
На Олимпийских играх 1998 года Ханевольд смог, неожиданно для всех, завоевать золотую медаль в индивидуальной гонке. Отличавшийся своеобразной лыжной подготовкой, он был силён именно в длинных дистанциях благодаря своей хорошей стрельбе. Ходом он уступал многим своим именитым соратникам по команде. Чемпионом мира Ханевольд стал ещё в 1995 году, выиграв командную гонку. Ханевольд ценился и как хороший эстафетчик.

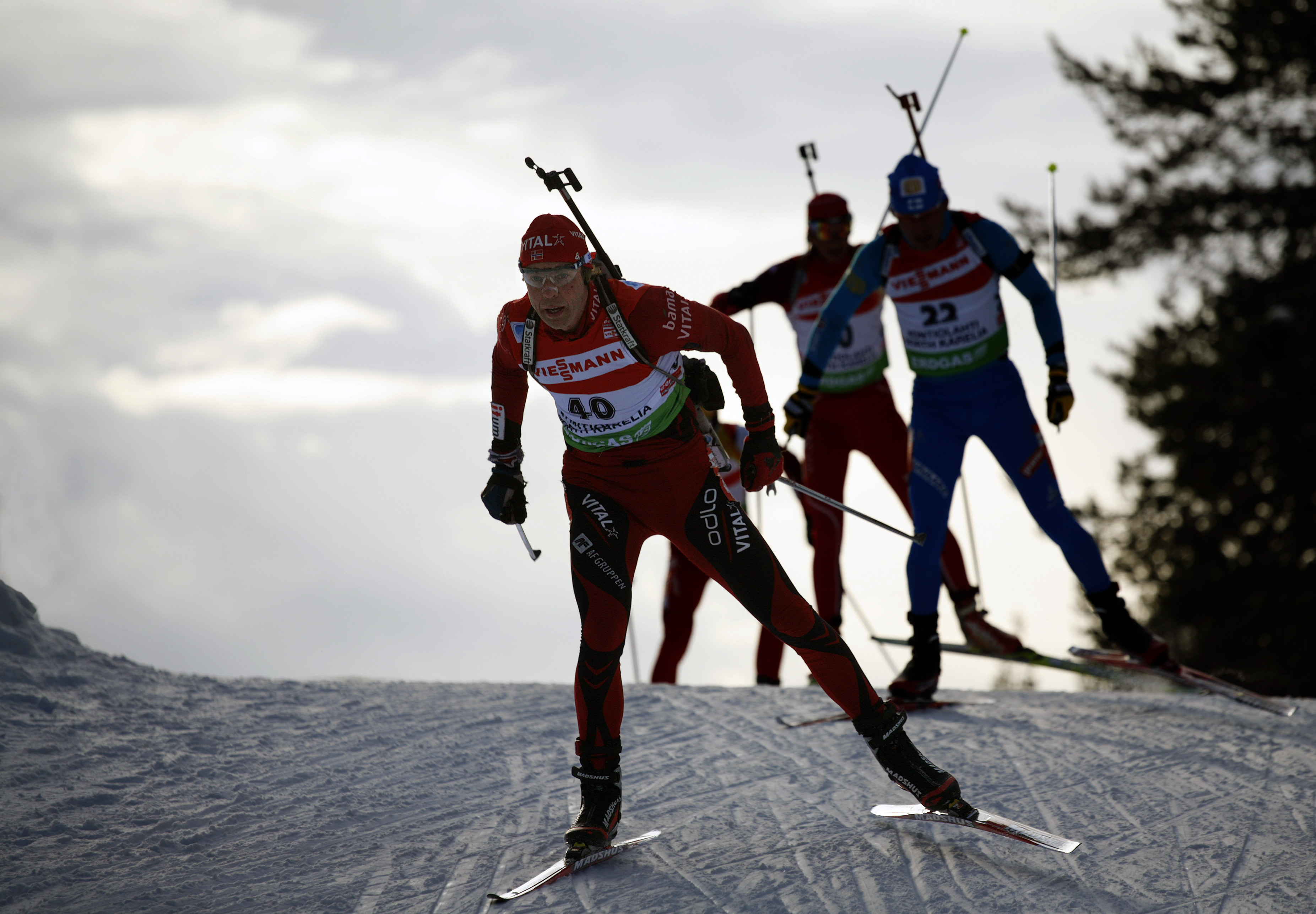
Халвар Ханевольд. Мужской спринт 10 км, 13 марта 2010 года, Контиолахти

В 2002 году на Олимпийских играх в Солт-Лейк-Сити норвежцы впервые в истории выиграли золото в эстафете, Ханевольд бежал на первом этапе и передал эстафету вторым после Виктора Майгурова.
В 2006 году на Олимпийских играх в Турине 36-летний Халвар стал вторым в спринте и третьим в индивидуальной гонке. В эстафете норвежцы (Ханевольд бежал на первом этапе) сенсационно стали только пятыми из-за того, что Фруде Андресен получил два штрафных круга на стрельбе лёжа.
В 2009 году на чемпионате мира в Пхёнчхане в возрасте 39 лет стал бронзовым призёром в спринте (норвежцы заняли первые четыре места в гонке), а также выиграл золото в мужской эстафете (вместе с Эмилем Хегле Свендсеном, Ларсом Бергером и Уле-Эйнаром Бьёрндаленом), несмотря на то, что Свендсен и Бергер получили по штрафному кругу. Ханевольд на своём третьем этапе не использовал ни одного дополнительного патрона. Эта медаль стала для Халвара 17-й (пятой золотой) и последней в карьере на чемпионатах мира.
После Олимпийских игр 2010 года, где 40-летний Ханевольд выиграл золото в эстафете (шестая в карьере олимпийская медаль), он объявил о прекращении карьеры по завершении сезона.
На своём последнем в карьере этапе Кубка мира в Ханты-Мансийске (25—28 марта 2010 года) в возрасте 40 лет занял третье место в масс-старте. 
Скончался скоропостижно 3 сентября 2019 года в возрасте 49 лет. За два дня до смерти комментировал фестиваль Мартена Фуркада во Франции.